# Casey Jacobsen
Pour les articles homonymes, voir Jacobsen.
Casey Jacobsen, né le 19 mars 1981 à Glendora (Californie), aux États-Unis, est un joueur américain de basket-ball. Il évolue aux postes d'arrière et d'ailier.

## Carrière
Il prend sa retraite en mai 2014.